# Hakasija
Hakasija (hakaski i ruski: Хака́сия) je republika u Ruskoj Federaciji, smještena u južnom dijelu središnjeg Sibira.
Površina joj je 61.900 km², a upravno središte Abakan, koji je sa 160.000 stanovnika i najveći grad.
Hakaski jezik koji pripada skupini turkijskih jezika je uz ruski službeni jezik u republici.

## Upravna podjela Hakasije
- Altajski rajon (Алтайский)
- Askizski rajon (Аскизский)
- Bejski rajon (Бейский)
- Bogradski rajon (Боградский)
- Ordžonikidzevski rajon (Орджоникидзевский)
- Taštipski rajon (Таштыпский)
- Ust-Abakanski rajon (Усть-Абаканский)
- Širinski rajon (Ширинский)

## Stanovništvo
Etničke skupine:
Prema popisu iz 2002. godine etničkih Rusa je bilo 438.395 (80,27 %) i oni tvore najbrojniju skupinu stanovnika. Slijede Hakasi kojih je 65.421 (11,98 %), Povolški Nijemci 9161 (1,68 %), Ukrajinci s 8360 (1,53 %) i drugi. U Hakasiji živi ukupno 117 različitih etničkih skupina.

## Povijest
Hakasi su turkijski narod, srodan Kirgizima (možda se radi o potomcima Kirgiza koji su zaostali nakon preseljenja većine tog naroda prema jugozapadu). Tradicionalno su živjeli u središnjim prostranstvima rijeke Jenisej u Sibiru i bavili se nomadskim stočarstvom. U zadnja dva stoljeća su pokršteni (postali su vjernici ruskog pravoslavlja) i prisiljeni na sjedilački život. 
Regija je uspostavljena 10. listopada 1930. godine. Status republike joj je dodijeljen 1991.

## Gospodarstvo
Glavne industrije u republici su vađenje ugljena, ruda i proizvodnja sirove drvne građe.